# Ben Münchow

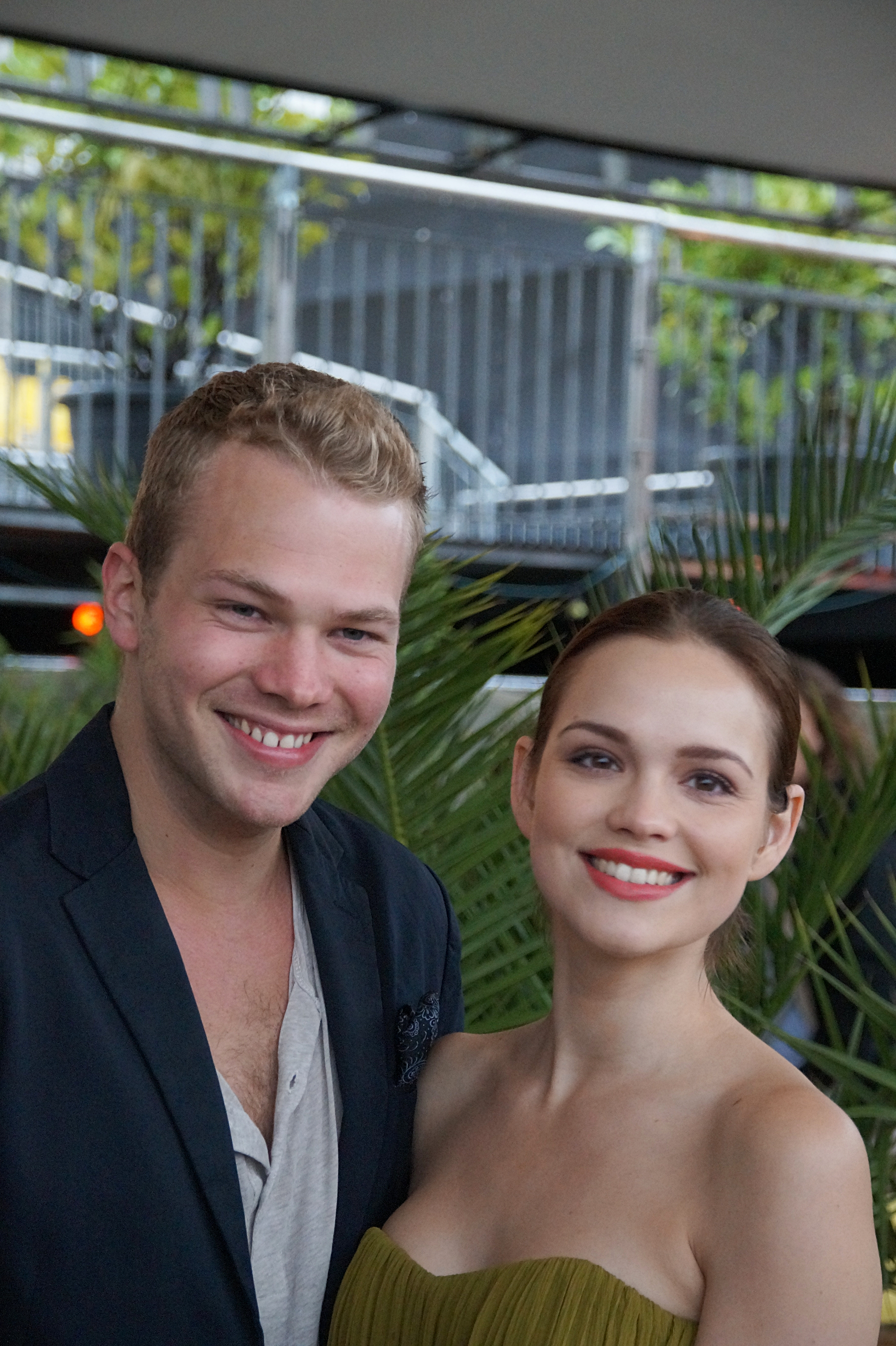
Emilia Schüle und Ben Münchow bei der Deutschlandpremiere vom Film „Boy7“ am 16. August 2015 im Commerz Real Cinema in Düsseldorf.

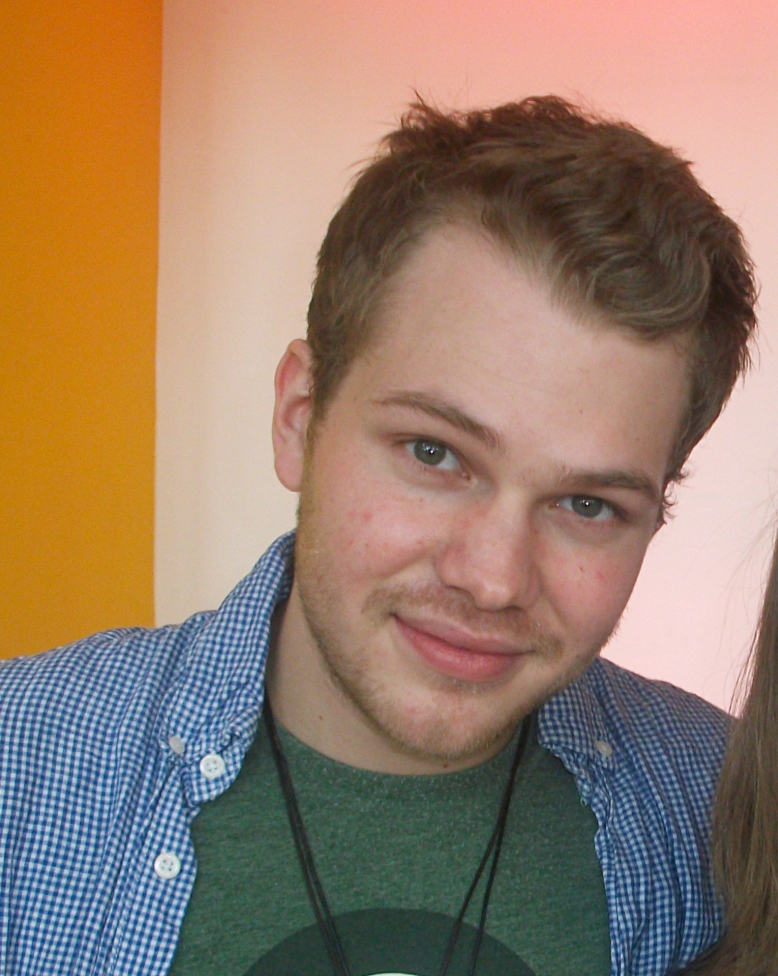
Ben Münchow, Festival Großes Fernsehen, 2013

Benjamin-Lennie „Ben“ Münchow (* 20. Oktober 1990 in Dachau) ist ein deutscher Schauspieler und Synchronsprecher.

## Leben
Ben Münchow ist der Sohn von Torsten Münchow und Sylvia Krupicka. Seine Schwester Antonia Münchow ist ebenfalls Schauspielerin. Des Weiteren war er einer von drei Sängern der Hamburger Band „Kollektiv22“. 
Seine Schauspielausbildung absolvierte er von 2018 bis 2021 an der Hochschule für Schauspielkunst Ernst Busch.
Erste Aufmerksamkeit erhielt er durch seine Rolle im Jugendkinofilm Rock It!. Seine erste Hauptrolle spielte er im Tatort: Feuerteufel unter Regie von Özgür Yildirim. Es folgte eine Hauptrolle im Kinofilm Rockabilly Requiem, für die er 2016 mit dem Max-Ophüls-Preis als Bester Nachwuchsdarsteller ausgezeichnet wurde.

## Filmografie
- 2010: Rock It! Rolle: Bruno, Regie: Mike Marzuk
- 2010: „Undercover Agent“ (Kurzfilm)
- 2011: „Alles für mein Kind“, Regie: René Heisig
- 2011: „Welcome Home“ (Kurzfilm), Regie: Anna Granas
- 2012:  „Nur eine Nacht“, Regie: Thorsten Näter
- 2012: Schneeweißchen und Rosenrot, Regie: Sebastian Grobler
- 2012: „Gier“ Kurzfilm, Regie: Ekaterina Kashtanova
- 2013: Tatort: Feuerteufel, Regie: Özgür Yıldırım[3]
- 2013: Küstenwache Rolle: Hauke Schmidt, Regie: Raoul Heimrich
- 2014: Morden im Norden – Der letzte Drink, ARD, Regie: Holger Schmidt
- 2014: Kripo Holstein – Mord und Meer – Die blöde Kuh, Regie: Philipp Osthus
- 2015: Zorn – Vom Lieben und Sterben, Regie: Marc Schlichter
- 2015: Tatort: Die Sonne stirbt wie ein Tier, Regie: Patrick Winczewski
- 2015: Boy 7 (Kino) Rolle: Louis (Boy 6), Regie: Özgür Yıldırım[4]
- 2015: Polizeiruf 110: Wendemanöver, Regie: Eoin Moore
- 2016: Rockabilly Requiem (Kino) Rolle: Hubertus, Regie: Till Müller-Edenborn[5]
- 2016: Notruf Hafenkante – Schütteltrauma, ZDF, Regie: Daniel Drechsler-Grau
- 2016: Morden im Norden – Ausgespielt, ARD, Regie: Holger Schmidt
- 2016: Die Täter – Heute ist nicht alle Tage, Regie: Christian Schwochow, 1. Teil der Trilogie Mitten in Deutschland: NSU
- 2016: Mitten in Deutschland: NSU – Die Ermittler – Nur für den Dienstgebrauch, Regie: Florian Cossen
- 2017: Was ich dir noch sagen wollte (Kurzfilm), Regie: Hans Henschel
- 2018: Tatort: Freies Land
- 2018: Straight Family (Webserie)
- 2018: Abgeschnitten
- 2018: Polizeiruf 110: Für Janina
- 2018: Das Boot (Fernsehserie)
- 2019: Marie Brand und der Reiz der Gewalt
- 2019: Cleo
- 2019: Tödliches Comeback (ARD-Komödie)
- 2019: Lena Lorenz – Geschwisterliebe
- 2020: Tatort: Tschill Out
- 2020: Polizeiruf 110: Tod einer Toten
- 2020: Spy City
- 2021: Der Bergdoktor: Alles anders (Staffel 14, Folge 08)
- 2022: Another Monday (Fernsehserie)
- 2022: Weil wir Champions sind (TV-Film)
- seit 2023: Like a Loser (Fernsehserie), Regie: Facundo V. Scalerandi, Sven Nagel und Aki Wegner
- 2023: 791 km
- 2023: Club Las Piranjas (Fernsehserie)
- 2024: Tatort: Trotzdem
- 2025: Tatort: Restschuld

### Theaterstücke
- 2000: Der Hauptmann von Köpenick in Berlin – Sohn vom Bürgermeister (Gastrolle)
- 2006: Jedermann in Salzburg – Den jungen Jedermann und Koch
- 2007: „Was Ihr Wollt“ (Salzachfestspiele Laufen), Regie: Torsten Münchow
- 2008: „Jedermann – THE KING“ (Salzachfestspiele Laufen), Regie: Torsten Münchow
- 2011: Der kleine Vampir – Ernst Deutsch Theater, Anton Bohnsack (HR), Regie: Wolf-Dietrich Sprenger[6]
- 2011: Die Physiker – Ernst Deutsch Theater, Adolf Friedrich Möbius, Regie: Wolf-Dietrich Sprenger[7]
- 2011: „Vom Rag zum Rap“, Ernst-Deutsch-Theater Hamburg, Regie: Natalja Dergatcheva
- 2011: „Die Physiker“, Ernst-Deutsch-Theater Hamburg, Regie: Wolf-Dietrich Sprenger
- 2011–2013: „Der Kleine Vampir“, Ernst-Deutsch-Theater Hamburg, Regie: Wolf-Dietrich Sprenger
- 2011–2013: „Der Kleine Vampir – Und die große Liebe“, Ernst-Deutsch-Theater Hamburg, Regie: Wolf-Dietrich Sprenger
- 2012: Die Nashörner – Ernst Deutsch Theater, Regie: Wolf-Dietrich Sprenger[8]

## Sprecher (Auswahl)
- 1996–2009: Verschiedene Haupt- und Nebenrollen in Videospielen, Serien, Spiel- und Kinofilmen
- 2010: „Der dunkel grüne Zaun“ (Buch/Regie/Produzent/HR)
- 2010: „16 Wishes“ (Kino/Disney)
- 2010: „Harry Potter und die Heiligtümer des Todes“ (Kino)
- 2010: „Dream Kix“ (Disney Animation)
- 2011: „Wreckage“ (Film)
- 2011: „Casablanca“ (Kino)
- 2011: „Spooks“ (TV)
- 2013: „Die Völkerschlacht“ (Hörspiel)
- 2013: „Night Wolf“ (TV)
- 2013: „96 Minutes“ (DVD)
- 2013: „1813 – Der Rekrut“ (Hörbuch)
- 2014: „1815 – Napoleonische Kriege“ (Hörbuch)
- 2014: „Les Egarés“ (Film)
- 2014–2022: „Bob’s Burgers“[9]

## Auszeichnungen
- 2016: Max-Ophüls-Preis für Hubertus aus Rockabilly Requiem (Nachwuchs-Darstellerpreis)[10]